# جانانيار هانم
جانانيار هانم (بالتركية: Cenaniyar Hanım)‏ (1835 - 12 ديسمبر 1912) هي أميرة من الأسرة العلوية، وكانت الزوجة الثانية للخديوي إسماعيل حاكم مصر.

## حياتها
كانت من أصل شركسي، جاءت إلى مصر عن طريق تجارة الرقيق الشركسية. وصفت بأنها "قصيرة شقراء، بالغة الوسامة"، تزوجت جانانيار من إسماعيل باشا كزوجته الثانية. قبل اعتلائه العرش.
أنجبت ستة أطفال، أكبرهم هو الابن البكر لإسماعيل ووريثه. إلا أن أربعة منهم، بمن فيهم المولود الأول، ماتوا في مرحلة الطفولة.ومن بين الذين بقوا على قيد الحياة، ولدت ابنة الأميرة زينب هانم (توفيت عام 1875) عام 1859، وتبعها ابن اسمه إبراهيم حلمي باشا (توفي عام 1927)، ولد عام 1860. كما أنها تبنت فتاة شركسية اسمها فاطمة كوبسيس هانم (1859 – 1888). بعد اعتلاء إسماعيل العرش عام 1863، مُنحت لقب "الأميرة الثانية"، وهو المنصب الذي ظلت فيه طوال فترة حكمه حتى عزله عام 1879. وكانت تُعرف في مصر باسم أورتانجي هانم أو السيدة الوسطى. وكانت زوجة إسماعيل المفضلة.
أطلقت إسماعيل وحماتها هوشيار قادين حملة دعائية في إسطنبول. في فبراير 1863، رتبت برتفانيال سلطان لإسماعيل لقاء ابنها السلطان عبد العزيز على انفراد في قصرها. في صيف عام 1864، سافرت هوشيار إلى إسطنبول لمساعدة ابنها. وصلت مع الوريث الجديد المقترح، حفيدها توفيق باشا، والكثير من المال والدبلوماسية. في ربيع عام 1866، شنوا الهجوم الأكبر، والذي ربما تكون المساعي الحميدة لبيرتفنيال متورطة فيه. في الواقع، كانت جنانيار هي التي أجرت مفاوضات حساسة بقدرة بارعة في إسطنبول، ومن خلال كسبها لقضية زوجها، ضمنت العرش لتوفيق.
في عام 1869، التقت بأميرة ويلز ألكسندرا الدنماركية، عندما زارت الأخيرة إسطنبول مع زوجها أمير ويلز إدوارد (إدوارد السابع لاحقًا). وفي عام 1874 تزوجت ابنتها زينب من إبراهيم فهمي باشا ابن أحمد رفعت باشا. لكن الأميرة ماتت قبل إتمام الزواج. وبعد ذلك، تزوج إبراهيم فهمي من الأميرة نعمة الله هانم، الابنة الصغرى لإسماعيل من محظية نشدال قادين عام 1890. لقد ترملت عند وفاة إسماعيل عام 1895. في عام 1897، قامت بدور نشط في الحرب اليونانية التركية من خلال المساهمة في جهود جمع التبرعات في مصر.

## وفاتها
توفيت جنانيار هانم في 12 ديسمبر 1912 في قصر الزعفران بالقاهرة، ودُفنت في الضريح الخديوي بمسجد الرفاعي. وكانت آخر زوجة لإسماعيل على قيد الحياة.
]